# Medal SARP Bene Merentibus
Medal SARP „Bene Merentibus” – przyznawany jest przez Stowarzyszenie Architektów Polskich za zasługi dla rozwoju polskiej architektury i stowarzyszenia. Został ufundowany w 1996 r. Odznaczeni nim mogą być również osoby niebędące architektami jak również instytucje (stowarzyszenia, kluby, firmy).

## Laureaci
| Rok  | Laureat                                   | Laureat | Uzasadnienie |             |
| ---- | ----------------------------------------- | ------- | --- | ----------- |
| 1998 | Ewa P. Porębska                           | –       | – | [ 3 ]       |
| 2005 | Stefan Scholtz                            | –       | Za wieloletni wkład w życie polskiego środowiska architektonicznego | [ 4 ]       |
| 2009 | Wiesław Johann                            | –       | Za wieloletnią współpracę ze Stowarzyszeniem Architektów Polskich i budowanie pozycji zawodu architekta w nowym systemie prawnym | [ 5 ]       |
| 2014 | Wojciech Szczurek                         |         | Za wybitne zasługi na rzecz architektury i zasługi (...) osobiste oraz jego współpracowników dla zachowania najwyższego poziomu nowoczesności i najwyższej rangi architektury Gdyni | [ 6 ]       |
| 2015 | Ewa Kuryłowicz                            | –       | W uznaniu za kontynuowanie autorskich idei twórczych (zainicjowanych wspólnie ze Stefanem Kuryłowiczem), których ukoronowaniem stała się realizacja Narodowego Forum Muzyki we Wrocławiu | [ 7 ] [ 8 ] |
| 2015 | Jerzy Limon                               |         | W uznaniu zasług dla przedsięwzięcia budowy Teatru Szekspirowskiego w Gdańsku | [ 7 ] [ 8 ] |
| 2015 | Andrzej Wajda, Krystyna Zachwatowicz      |         | W uznaniu zasług dla inicjatyw powstania Muzeum Sztuki i Techniki Japońskiej Manggha, Szkoły Języka Japońskiego, Galerii Europa czy Pawilonu Wyspiańskiego w Krakowie | [ 7 ] [ 8 ] |
| 2016 | Tomasz Fudala                             | –       | W uznaniu zasług w działalności kuratorskiej w obszarze architektury i urbanistyki. | [ 9 ]       |
| 2016 | Janusz Sepioł                             |         | W uznaniu zasługl dla promocji architektury jako sztuki, dla ochrony i kształtowania krajobrazu Ziemi Małopolskiej | [ 9 ]       |
| 2016 | Elżbieta Penderecka, Krzysztof Penderecki |         | W uznaniu zasług dla muzyki i architektury oraz dążeń do powstania Europejskiego Centrum Muzyki Krzysztofa Pendereckiego w Lusławicach | [ 9 ]       |
| 2017 | Jerzy Ilkosz                              | –       | W uznaniu zasług w roli dyrektora Muzeum Architektury we Wrocławiu oraz dla popularyzacji architektury | [ 10 ]      |
| 2017 | Krystian Zimerman                         |         | W uznaniu zasług artystycznych oraz roli w procesie powstawania nowej siedziby Narodowej Orkiestry Symfonicznej Polskiego Radia w Katowicach | [ 10 ]      |
| 2017 | Jan Karpiel Bułecka                       | –       | W uznaniu zasług w dziedzinie architektury, muzyki i kultury Podhala | [ 10 ]      |
| 2018 | Jacek Pruchla                             |         | W uznaniu zasług dla ochrony i propagacji dziedzictwa kulturowego, w tym dziedzictwa architektonicznego i publicznej edukacji w tej dziedzinie oraz długiej i owocnej współpracy pomiędzy Międzynarodowym Centrum Kultury w Krakowie a Stowarzyszeniem Architektów Polskich, jako założycielowi i wieloletniemu dyrektorowi Międzynarodowego Centrum Kultury w Krakowie, założycielowi Akademii Dziedzictwa, wybitnemu historykowi sztuki i ekonomiście, przewodniczącemu, doradcy i członkowi wielu gremiów, byłemu przewodniczącemu Komitetu Światowego Dziedzictwa UNESCO, przewodniczącemu Polskiego Komitetu ds. UNESCO. | [ 11 ]      |
| 2018 | Henryk Drzewiecki                         | –       | W uznaniu zasług dla Stowarzyszenia Architektów Polskich i rozwoju Architektury Polskiej, a w szczególności za wybitne osiągnięcia na polu krytyki i teorii architektury oraz wieloletnią pracę dydaktyczną. Na szczególne podkreślenie zasługuje unikalny wkład w humanistyczne widzenie przekształcania przestrzeni. W teorii, krytyce i pracy na uczelni posługiwał się prawdziwie światową, edukacyjną wiedzą, zawsze pytał dlaczego przekształcamy krajobraz, miasto czy dom i jak będzie odbierał, odczuwał tę przestrzeń człowiek.                                                                                     | [ 11 ]      |
| 2018 | Joseph Rykwert                            |         | Za osiągnięcia na polu kreowania współczesnych teorii architektonicznych, jako światowej sławy historykowi i krytykowi architektury, wykładowcy renomowanych światowych uczelni architektonicznych, nauczycielowi i wychowawcy wielu pokoleń architektów w tym wielu największych sław architektury, Autorowi szeregu książek i publikacji z zakresu architektury i teorii budowy miast, krytykowi, przewodniczącemu Międzynarodowej Rady Krytyków Architektury. | [ 11 ]      |
| 2019 | Piotr Sarzyński                           | –       | W uznaniu zasług dla Stowarzyszenia Architektów Polskich i rozwoju Architektury Polskiej oraz za upowszechnianie wiedzy o architekturze i wartościach ładu przestrzennego, a także popularyzację tematyki architektonicznej w szerokich kręgach polskiego społeczeństwa. | [ 12 ]      |
| 2019 | Elżbieta Czyżewska, Adam Czyżewski        | –       | W uznaniu zasług dla rozwoju Architektury Polskiej i Stowarzyszenia Architektów Polskich oraz za wielki wkład w popularyzację w kraju i poza jego granicami dorobku twórczego polskich pracowni architektonicznych i polskiej kultury materialnej, realizowany przez wydanie szeregu publikacji poświęconych tym osiągnięciom. | [ 12 ]      |
| 2019 | Pekka Salminen                            |         | W uznaniu zasług dla architektury europejskiej i światowej oraz dla wsparcia rozwoju i promocji architektury polskiej, w tym długoletniej współpracy ze Stowarzyszeniem Architektów Polskich. | [ 12 ]      |
| 2020 | Rafał Dutkiewicz                          |         | W uznaniu zasług, jako Prezydenta Wrocławia w latach 2002-2018 dla rozwoju Architektury Polskiej oraz wieloletniej i owocnej współpracy pomiędzy Urzędem Miasta we Wrocławiu a Stowarzyszeniem Architektów Polskich | [ 13 ]      |
| 2020 | Witold Szymaniak                          | –       | W uznaniu zasług dla Stowarzyszenia Architektów Polskich i rozwoju Architektury Polskiej, a w szczególności za stworzenie warunków edukacji architektonicznej, za zaangażowane promowanie idei architektonicznych, m.in. warsztatów architektonicznych Ogólnopolskiego Stowarzyszenia Studentów Architektury OSSA, Kwartalnika RZUT, działań Otwartej Pracowni Jazdów oraz Sekcji Młodych Oddziału Warszawskiego SARP | [ 13 ]      |
| 2020 | Marek Zdziebłowski                        | –       | W uznaniu zasług dla Stowarzyszenia Architektów Polskich i rozwoju Architektury Polskiej a w szczególności za wieloletnią działalność na polu popularyzacji i rozwoju Konkursu dla Młodych Architektów | [ 13 ]      |
| 2021 | Tytus Brzozowski                          |         | W uznaniu zasług dla rozwoju Architektury Polskiej poprzez jej propagowanie w Polsce i na świecie w oryginalnych formach malarskich w różnej skali – od rysunku do murali miejskich. | [ 14 ]      |
| 2021 | Jan Majdecki                              | –       | W uznaniu zasług dla rozwoju Architektury Polskiej poprzez wieloletnie działania, które doprowadziły do uratowania i rewaloryzacji unikatowego zabytkowego Pensjonatu Abrama Gurewicza w Otwocku. | [ 14 ]      |
| 2021 | Vladimír Šlapeta                          |         | W uznaniu zasług dla rozwoju Architektury Polskiej, a w szczególności za niestrudzoną, opartą na dogłębnej wiedzy popularyzację twórczych osiągnięć polskich architektów XX wieku prowadzoną w Republice Czeskiej i na szeregu europejskich uczelni architektonicznych. | [ 14 ]      |
| 2022 | Kinga Nettmann-Multanowska                |         | w uznaniu zasług dla rozwoju Architektury Polskiej, w tym promowanie polskiej kultury w Republice Macedonii Północnej i przywracanie pamięci o światowej klasy osiągnięciach polskich architektów. Autorce licznych inicjatyw poświęconych wystawom architektonicznym oraz książki „Warszawa rysuje Skopje” przedstawiającej rolę warszawskich architektów i urbanistów w opracowaniu planu odbudowy miasta Skopje. | [ 15 ]      |
| 2022 | Krzysztof Pawłowski                       |         | w uznaniu zasług na rzecz szeroko rozumianej architektury światowej w jej teoretycznym wymiarze oraz popularyzację Polski i polskiej myśli konserwatorskiej na arenie międzynarodowej. Za wkład w rozwój teorii architektury, głównie historii urbanistyki i rewitalizacji miast, w tym wykreowanie pojęcia „Cyrkulad” – kolistej typologii miasta średniowiecznego. Dydaktykowi na wielu uczelniach polskich i zagranicznych, zajmującemu znaczące stanowiska w polskich i międzynarodowych strukturach konserwatorskich. Doktorowi honoris causa Politechniki Lwowskiej.                                                    | [ 15 ]      |
| 2022 | Marek Roefler                             |         | w uznaniu zasług dla rozwoju Architektury Polskiej, w tym wieloletnie działania, które doprowadziły do uratowania i rewitalizacji unikatowej zabytkowej secesyjnej Villi la Fleur oraz stworzenie prywatnej kolekcji dzieł sztuki dostępnej dla zwiedzających. | [ 15 ]      |
| 2023 | Sławomir Gzell                            |         | w uznaniu jego zasług dla Stowarzyszenia Architektów Polskich i rozwoju Architektury Polskiej, a w szczególności za wybitne osiągnięcia na polu krytyki i teorii architektury. | [ 16 ]      |
| 2023 | Zbigniew Moździerz                        |         | w uznaniu jego zasług dla rozwoju Architektury Polskiej, w tym szczególnie za Jego pasję i oddanie, które przyczyniły się do wielkiego wpływu na ochronę zabytków, historię sztuki i architekturę Podhala. | [ 16 ]      |
| 2023 | Zygmunt Stępiński                         |         | w uznaniu jego zasług dla rozwoju Architektury Polskiej, szczególnie za utworzenie Spółdzielni Murator, a także prowadzenie Poradnika Murator, którego był Redaktorem, a następnie Prezesem Zarządu. | [ 16 ]      |
| 2024 | Kazimierz Ferenc                          |         | "W uznaniu Jego zasług dla rozwoju Architektury Polskiej, szczególnie za osiągnięcia jako twórcę promującego architekturę i planowanie urbanistyczne na wielu polach. Laureat przez swoją działalność promował ponadczasowe wartości i nowe idee, które stoją u podstaw wykonywania, uprawiania naszego zawodu. Był współtwórcą Izby Architektów i jej pierwszym Prezesem". | [ 17 ]      |
| 2024 | Mirosław Nizio                            |         | "W uznaniu Jego zasług dla rozwoju Architektury Polskiej oraz szacunek dla dziedzictwai poszanowanie środowiska naturalnego. W tym szczególnie za Jego osiągnięcia jako mecenasa kultury, promującego architekturę i sztukę jako dziedziny niezwykle istotne dla rozwoju współczesnego człowieka". | [ 17 ]      |
| 2024 | Romuald Loegler                           |         | "W uznaniu Jego zasług dla Stowarzyszenia Architektów Polskich i rozwoju Architektury Polskiej,a w szczególności za wybitne osiągnięcia na polu krytyki i teorii architektury. Autorowi szeregu książek i publikacji z zakresu architektury oraz za wieloletnią pracę dydaktyczną. Na szczególne podkreślenie zasługuje posługiwanie się prawdziwie światową, edukacyjną wiedzą". | [ 17 ]      |